# Kuthingere, Magadi
Kuthingere là một làng thuộc tehsil Magadi, huyện Ramanagara, bang Karnataka, Ấn Độ.